# José Ángel Zubiaur Alegre
José Ángel Zubiaur Alegre (1918-2012) va ser un polític i advocat navarrès, especialista en Dret Foral, que va tenir especial protagonisme en la vida pública de Navarra durant la segona meitat del segle xx. Durant diverses dècades militaria en les files de la Comunió Tradicionalista de Xavier de Borbó i Parma, des de la qual va evolucionar fins plantejaments demòcrata-cristians.

## Militància activa en el carlisme navarrès
Una de les seves primeres iniciatives en la Diputació va ser plantejar el restabliment oficial de les classes d'euskera a Pamplona. Va tenir èxit en la seva proposta, acordant la creació d'una escola, la qual va durar 20 anys, fins a 1970. En els anys 1950 va tenir diversos conflictes amb el governador civil, Luis Valero Bermejo, que pretenia l'anul·lació de l'acord de la Diputació sobre les classes d'euskera. En aquells dies va ser un dels impulsors de la revista clandestina El Fuerista. Órgano antiborreguil, d'ideologia carlina, que estava centrada en la denúncia de les actuacions autoritàries de Luis Valero Bermejo.
L'abril de 1966 després del cessament de Francisco Javier Astrain com a Cap Regional carlí de Navarra, va ser constituïda una Comissió reorganitzadora del carlisme navarrès sota la presidència de Zubiaur, fins llavors secretari de la Junta Regional. Els altres membres de la Comissió eren Miguel de San Cristóbal, Pedro Lombardía, Luis Martínez Erro i José Manuel Jordán de Urriés. Zubiaur va intervenir com a orador en els actes de Montejurra de 1966 reclamant l'anul·lació del Decret de Derogació del Concert Econòmic de Biscaia i Guipúscoa i la reintegració foral plena per a totes les regions d'Espanya. El 1969 tornaria a intervenir com a orador en els actes de Montejurra i seria un dels dinou procuradors que vot en contra de la designació de Joan Carles de Borbó com a successor de Franco a títol de Rei.
En 1972 va ser un dels cinc advocats carlins que van defensar a cinc militants dels Grups d'Acció Carlista en un Consell de Guerra celebrat a Santander.
Va assumir i va impulsar l'evolució ideològica del carlisme cap a posicions progressistes en la dècada de 1960, però va discrepar amb la seva posterior definició socialista. A partir de 1971 es distanciaria del Partit Carlí, desencantat després de veure en persona com Don Xavier recolzava les decisions polítiques de Carles Hug i de Jose María de Zavala. Cap a 1975 va trencar amb el Partit Carlí i va estudiar la possibilitat de la creació d'un partit demòcrata-cristià, conformat per carlins d'orientació similar, situats a la dreta de Carles Hug de Borbó i Parma, però a l'esquerra del seu germà Sixt Enric.

## Posterior evolució política
En diverses converses que en aquells dies Auxili Goñi, Manuel Escudero i ell van tenir amb dirigents del Partit Nacionalista Basc, a San Juan de Luz, han manifestat que «estaven d'acord amb una autonomia conjunta, però volien posar sobre la taula, o qüestionar, dues coses: un la "ikurriña", i una altra el nom de "Euzkadi"».
El 1979 va participar en la fundació d'Unió del Poble Navarrès, «per defensar precisament el contrari del que defensava dos anys abans». En 1983 va ser escollit parlamentari foral per Unió del Poble Navarrès.

## Obres
- Los fueros como expresión de libertades y raíz de España (1965)
- Los Fueros de Navarra (1966)